# Cracked Nuts
Pour plus de détails, voir Fiche technique et Distribution.
Cracked Nuts est un film américain réalisé par Edward F. Cline, sorti en 1931.

## Fiche technique
- Titre : Cracked Nuts
- Réalisation : Edward F. Cline
- Scénario : Al Boasberg et Ralph Spence
- Photographie : Nicholas Musuraca
- Montage : Arthur Roberts
- Musique : Max Steiner
- Société de production : RKO Pictures
- Pays de production : États-Unis
- Format : Noir et blanc - Mono
- Genre : comédie
- Date de sortie : 1931

## Distribution
- Bert Wheeler : Wendell Graham
- Robert Woolsey : Zander Ulysses Parkhurst
- Dorothy Lee : Betty Harrington
- Edna May Oliver : Tante Minnie Van Arden
- Leni Stengel : Reine Carlotta
- Stanley Fields : Bogardus
- Boris Karloff : Boris
- Frank Thornton : Révolutionnaire
- Stanley Blystone : l'homme à l'ascenseur (non crédité)
- Harvey Clark : Roi Oscar (non crédité)
- Wilfred Lucas : Ministre (non crédité)
- Edward Peil Sr. : Officier du roi(non crédité)
- George Periolat : Conseiller du roi (non crédité)
- Ben Turpin : Ben (non crédité)